# Szabó László (katonatiszt)
Vitéz Szabó László (Budapest, 1895. október 7. – Argentína/Buenos Aires, 1947./1956 előtt) magyar katonatiszt, altábornagy, diplomata.

## Életpályája
1909–1912 között a nagyváradi hadapródiskolát végezte el. 1914-ben tüzérhadnaggyá avatták a Ludovika Akadémián. 1914–1918 között részt vett az első világháborúban; 1915-től főhadnagyként. 1920–1922 között a Hadiakadémia hallgatója volt. 1922-től századosként a 6. vegyesdandár parancsnokságának vezérkari tisztje volt. 1927-től a Honvédelmi Minisztériumban szolgált. 1931-ben őrnaggyá léptették elő. 1932–1942 között tiranai és római katonai attasé volt; 1935-től alezredesként, 1939-től ezredesként. 1942-ben elérte a vezérőrnagyi rangot. Ekkor megbízták a kormányzóhelyettes katonai irodájának szervezésével. 1942-től a 6. könnyű hadosztály parancsnoka volt a keleti fronton. 1942–1943 között a 7. könnyű hadosztály parancsnoka volt a Keleti Fronton. 1943–1944 között a 7. hadosztály parancsnoka volt. 1944-ben altábornaggyá léptették elő és kinevezték rendkívüli követnek és meghatalmazott miniszternek a Mussolini-féle ún. salói Köztársaságba. A háború végén nem tért vissza Magyarországra.

## Díjai
- Magyar Érdemkereszt (1924-1935) (1931)
- A Magyar Érdemrend középkeresztje (1924-1944) (1942)
- A Magyar Érdemrend középkeresztje (1924-1944) (1944)